# Championnat d'Ukraine de football 2011-2012
Navigation
2010-2011 2012-2013
| \| Arsenal Chakhtar Dnipro Dynamo Illichovets Kryvbass Karpaty Metalist Metalurg Obolon Oleksandriïa Tavria Tchernomorets Volyn Vorskla Zarya \| Localisation des clubs engagés dans le championnat. |
| Arsenal Chakhtar Dnipro Dynamo Illichovets Kryvbass Karpaty Metalist Metalurg Obolon Oleksandriïa Tavria Tchernomorets Volyn Vorskla Zarya                                                           |

La saison 2011-2012 de Premier-Liga est la vingt-et-unième édition de la première division ukrainienne. Le premier niveau du championnat oppose seize clubs ukrainiens en une série de 30 rencontres durant la saison de football.
Les cinq premières places de ce championnat sont qualificatives pour les compétitions européennes que sont la Ligue des Champions et la Ligue Europa.

## Équipes

### Participants et Localisation
Légende des couleurs
- Phase de groupes de la Ligue des Champions 2011-2012
- Tour de barrages de la Ligue des Champions 2011-2012
- Tour de barrages de la Ligue Europa 2010-2011
- Troisième tour de qualification de la Ligue Europa 2011-2012
- Deuxième tour de qualification de la Ligue Europa 2011-2012
- Promu de Persha Liha

| Club                  | Ville          | Stade                   | Capacité |
| --------------------- | -------------- | ----------------------- | -------- |
| Arsenal Kiev          | Kiev           | Stade Dynamo Lobanovski | 16 873   |
| Dnipro Dnipropetrovsk | Dnipropetrovsk | Dnipro Arena            | 31 003   |
| Dynamo Kiev           | Kiev           | Stade Dynamo Lobanovski | 16 873   |
| Illichovets Marioupol | Marioupol      | Stade Illichivets       | 12 680   |
| Karpaty Lviv          | Lviv           | Stade Ukraina           | 28 051   |
| Kryvbas Kryvyi Rih    | Kryvyi Rih     | Stade Metalurg          | 29 734   |
| Metalist Kharkiv      | Kharkiv        | Stade Metalist          | 38 633   |
| Metalurh Donetsk      | Donetsk        | Stade Metalurg          | 5 094    |
| Obolon Kiev           | Kiev           | Obolon Arena            | 5 100    |
| PFC Oleksandria       | Oleksandriïa   | CSC Nika                | 7 000    |
| Shakhtar Donetsk      | Donetsk        | Donbass Arena           | 51 504   |
| Tavria Simferopol     | Simferopol     | Stade Lokomotiv         | 19 978   |
| Tchernomorets Odessa  | Odessa         | Stade Spartak           | 4 800    |
| Volyn Lutsk           | Lutsk          | Stade Avanhard          | 12 080   |
| Vorskla Poltava       | Poltava        | Stade Butovsky Vorskla  | 25 000   |
| Zorya Louhansk        | Louhansk       | Stade Avanhard          | 22 288   |

### Informations équipes
| Club                  | Entraineur            | Capitaine             |
| --------------------- | --------------------- | --------------------- |
| Arsenal Kiev          | Leonid Koutchouk      | Maksim Shatskikh      |
| Dnipro Dnipropetrovsk | Juande Ramos          | Rouslan Rotan         |
| Dynamo Kiev           | Iouri Siomine         | Oleksandr Shovkovskiy |
| Illichovets Marioupol | Ihor Leonov (Int.)    | Adrian Pukanych       |
| Karpaty Lviv          | Pavel Kucherov (Int.) | Igor Khudobyak        |
| Kryvbas Kryvyi Rih    | Yuriy Maksymov        | Vitaliy Lysytskyi     |
| Metalist Kharkiv      | Myron Markevych       | Cleiton Xavier        |
| Metalurh Donetsk      | Volodymyr Pyatenko    | Vyacheslav Checher    |
| Obolon Kiev           | Vassili Rats (Int.)   | Oleksandr Mandzyuk    |
| PFC Oleksandria       | Volodymyr Sharan      | Oleksandr Kazanyuk    |
| Shakhtar Donetsk      | Mircea Lucescu        | Darijo Srna           |
| Tavria Simferopol     | Semen Altman          | Vladimir Yezersky     |
| Tchernomorets Odessa  | Roman Hryhorchuk      | Anatoliy Didenko      |
| Volyn Lutsk           | Vitaliy Kvartsyanyi   | Serhiy Siminin        |
| Vorskla Poltava       | Mykola Pavlov         | Serhiy Dolhanskyi     |
| Zorya Louhansk        | Anatoliy Chantsev     | Ihor Shukhovtsev      |

### Changements d'entraîneur
| Équipe      | Entraîneur partant                | Date de départ  | Remplacé par                 | Date d'entrée en fonction | Place au classement |
| ----------- | --------------------------------- | --------------- | ---------------------------- | ------------------------- | ------------------- |
| Arsenal     | Yuriy Bakalov                     | 2 juin 2011     | Leonid Koutchouk             | 2 juin 2011               | Pré-saison          |
| Tavria      | Oleksandr Shudryk (fin d'intérim) | 9 juin 2011     | Semen Altman                 | 9 juin 2011               | Pré-saison          |
| Illichovets | Valeriy Yaremchenko               | 6 octobre 2011  | Ihor Leonov (intérimaire)    | 6 octobre 2011            | 15e                 |
| Karpaty     | Aleh Konanau                      | 17 octobre 2011 | Pavel Kucherov (intérimaire) | 19 octobre 2011           | 14e                 |
| Obolon      | Serhiy Kovalets                   | 31 octobre 2011 | Vassili Rats (intérimaire)   | 31 octobre 2011           | 16e                 |

## Compétition

### Classement
Pour départager les équipes en cas d'égalité les critères suivants sont utilisés:
1. Différence de buts
2. Buts marqués
3. Fair-play

| Rang | Équipe                 | Pts | J  | G  | N  | P  | Bp | Bc | Diff |
| ---- | ---------------------- | --- | -- | -- | -- | -- | -- | -- | ---- |
| 1    | Shakhtar Donetsk T C   | 79  | 30 | 25 | 4  | 1  | 80 | 18 | +62  |
| 2    | Dynamo Kiev            | 75  | 30 | 23 | 6  | 1  | 56 | 12 | +44  |
| 3    | Metalist Kharkiv       | 59  | 30 | 16 | 11 | 3  | 54 | 32 | +22  |
| 4    | Dnipro Dnipropetrovsk  | 52  | 30 | 15 | 7  | 8  | 52 | 35 | +17  |
| 5    | Arsenal Kiev           | 51  | 30 | 14 | 9  | 7  | 44 | 27 | +17  |
| 6    | Tavria Simferopol      | 45  | 30 | 12 | 9  | 9  | 43 | 36 | +7   |
| 7    | Metalurh Donetsk       | 42  | 30 | 12 | 6  | 12 | 35 | 34 | +1   |
| 8    | Vorskla Poltava        | 37  | 30 | 9  | 10 | 11 | 38 | 43 | -5   |
| 9    | Tchernomorets Odessa P | 37  | 30 | 10 | 7  | 13 | 32 | 42 | -10  |
| 10   | Kryvbass Kryvyï Rih    | 33  | 30 | 9  | 6  | 15 | 22 | 38 | -16  |
| 11   | Illichovets Marioupol  | 32  | 30 | 8  | 8  | 14 | 28 | 42 | -14  |
| 12   | Volyn Lutsk            | 27  | 30 | 7  | 6  | 17 | 25 | 43 | -18  |
| 13   | Zorya Louhansk         | 26  | 30 | 6  | 8  | 16 | 34 | 58 | -24  |
| 14   | Karpaty Lviv           | 23  | 30 | 5  | 8  | 17 | 27 | 51 | -24  |
| 15   | Obolon Kiev            | 21  | 30 | 4  | 9  | 17 | 17 | 42 | -25  |
| 16   | PFC Oleksandria P      | 20  | 30 | 4  | 8  | 18 | 24 | 58 | -34  |

| Légende : Qualifications et relégations | Légende : Qualifications et relégations                                               |
| --------------------------------------- | ------------------------------------------------------------------------------------- |
|                                         | Phase de groupes de la Ligue des Champions 2012-2013                                  |
|                                         | 3e tour préliminaire de la Ligue des Champions 2012-2013 pour les clubs non-champions |
|                                         | Play-offs de la Ligue Europa 2012-2013                                                |
|                                         | 3ème tour préliminaire de la Ligue Europa 2012-2013                                   |
|                                         | 2ème tour préliminaire de la Ligue Europa 2012-2013                                   |
|                                         | Relégation en Liga II                                                                 |
|                                         | T : Tenant du titre 2010-2011 P : Promu C : Coupe d'Ukraine 2011-2012                 |

## Statistiques individuelles

### Classement des buteurs
| # | Joueur             | Buts | Équipe                |
| - | ------------------ | ---- | --------------------- |
| 1 | Yevhen Seleznyov   | 14   | Shakhtar Donetsk      |
| 1 | Maicon             | 14   | Volyn Lutsk           |
| 3 | Ideye Brown        | 12   | Dynamo Kiev           |
| 3 | Andriy Yarmolenko  | 12   | Dynamo Kiev           |
| 3 | Luiz Adriano       | 12   | Shakhtar Donetsk      |
| 6 | Anton Shynder      | 11   | Tavria Simferopol     |
| 6 | Marko Dević        | 11   | Metalist Kharkiv      |
| 8 | Jonathan Cristaldo | 10   | Metalist Kharkiv      |
| 8 | Nikola Kalinić     | 10   | Dnipro Dnipropetrovsk |
| 8 | Cleiton Xavier     | 10   | Metalist Kharkiv      |
| 8 | Henrikh Mkhitaryan | 10   | Shakhtar Donetsk      |